# Uusi Suomi

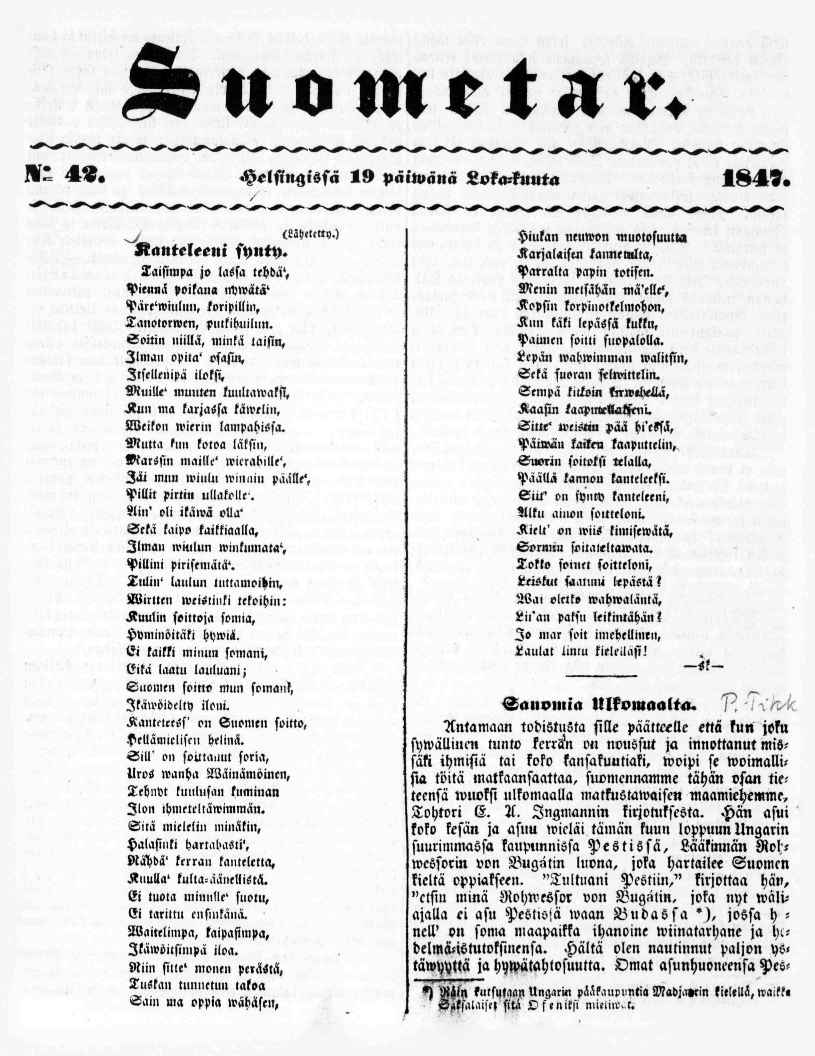
Suometar 12 januari 1847

Uusi Suomi ("Nya Finland") var en finskspråkig konservativ dagstidning som grundades 1919 men hade föregångare i Suometar och Uusi Suometar. Uusi Suomi gavs ut i Helsingfors och var Samlingspartiets partiorgan fram till 1976 då den blev oavhängigt borgerlig. Upplagan uppgick 1985 till 91 800 exemplar.  Uusi Suomi fick hård konkurrens av Helsingin Sanomat och lades ned 1991.

## Uusi Suomis webbtidning
Tidningen Uusi Suomi återuppstod som webbtidning 2007. Den återuppväckta tidningen ägdes under de första nio åren av en förmögen privatperson och har från början av 2016 ägts av tidningskoncernen, Alma Media Oyj.     

## Suometar
Suometar var en finskspråkig dagstidning som utkom i Helsingfors mellan 1847 och 1866.
Grundarna August Ahlqvist, D.E.D. Europaeus, Paavo Tikkanen och Antero Warelius strävade efter att kombinera en folktidning och en tidning avsedd för den bildade borgerliga klassen. Den var skickligt redigerad och riktade fokus för intresset på nyhetsförmedling, särskilt utrikesnyheter. Som störst hade tidningen en upplaga på 4 500 exemplar.
Suometars verksamhet fortsattes sedermera av Uusi Suometar.

## Uusi Suometar
Uusi Suometar grundades 1869 i Helsingfors av en jungfennomansk grupp och blev strax ett organ för de finsknationella. Tidningen utkom sex gånger per vecka från 1881, och sju gånger mellan 1914 och 1918. När det frisinnade Nuori Suomi-gruppen bildades förvandlades Uusi Suometar till gammalfinnarnas språkrör. På 1880- och 1890-talen var det den mest spridda tidningen i Finland.

### Chefredaktörer
- Antti Jalava, 1869-1870
- Viktor Löfgren (Lounasmaa), 1870-1906
- Ernst Nevanlinna, 1906-1912
- Akseli Rauanheimo, 1913-1915
- P.J. Hynninen, 1915-1917
- Artturi Virkkunen, 1917-1918

Uusi Suometars efterföljare var Uusi Suomi.

## Uusi Suomi
Uusi Suomi grundades 1919 i Helsingfors och var samlingspartiets huvudorgan. Den utkom sju gånger per vecka och hade både inrikeskorrespondenter och utrikeskorrespondenter, som Bonn, London, Moskva, Stockholm. Dessutom hade tidningen samarbete med nyhetsbyrån Daily Telegraph sedan 1955. Från 1976 var tidningen oberoende borgerlig. Uusi Suomi hamnade på 1980-talet i svårigheter, och det sista numret av tidningen utkom den 29 november 1991.
Tidningens andliga efterträdare anses vara Iltalehti, som började utkomma den 1 oktober 1980 som kvällsupplaga av Uusi Suomi.    

### Chefredaktörer
- - Artturi Virkkunen, 1919
  - Ernst Nevanlinna, 1919-1922
  - Kaarlo Koskimies, 1922-1932
  - S.J. Pentti, 1932-1940
  - Lauri Aho, 1940-1956
  - Eero Petäjäniemi, 1956-1967
  - Pentti Poukka, 1964-1976
  - Johannes Koroma, 1976–1989
  - Ari Valjakka, 1989–1990
  - Jarmo Virmavirta, 1990–1991